# Cionosicys excisus
Cionosicys excisus är en gurkväxtart som först beskrevs av August Heinrich Rudolf Grisebach, och fick sitt nu gällande namn av Charles Jeffrey. Cionosicys excisus ingår i släktet Cionosicys och familjen gurkväxter. Inga underarter finns listade i Catalogue of Life.